# ANTI-
Pour les articles homonymes, voir Anti.
ANTI- est un label discographique américain basé à Los Angeles, en Californie. Il est fondé en 1999 par Andy Kaulkin, comme filiale de Epitaph.

## Histoire
Tandis que les intérêts et les efforts de Epitaph se concentrent principalement et de plus en plus vers le genre musical punk rock, ANTI- se diversifie davantage, signant des artistes country (Merle Haggard), hip-hop (Sage Francis), reggae (Michael Franti), soul (Bettye LaVette), folk (The Swell Season), rap rock (One Day as a Lion), rock indépendant (Islands), et des artistes de musique expérimentale (Tom Waits).
Dirigé par Andy Kaulkin, ANTI- se fait remarquer grâce aux récompenses Grammy de 1999 pour Mule Variations, premier album de Tom Waits, qui venait de signer. Suivant Tom Waits, Solomon Burke, Bettye LaVette et Marianne Faithfull signent à leur tour chez ANTI-.

## Groupes et artistes
Groupes et artistes signés ou anciennement signés au label :
- Mose Allison[3]
- Buju Banton
- Blackalicious
- Billy Bragg
- Booker T.
- Solomon Burke
- Busdriver
- Neko Case
- Nick Cave and the Bad Seeds
- Son Little
- The Coup
- DeVotchKa
- Dr. Dog
- Ramblin' Jack Elliott
- Roky Erickson[4]
- Marianne Faithfull
- The Frames
- Sage Francis
- Michael Franti
- Girlpool
- Greg Graffin
- Grinderman
- Merle Haggard
- Jolie Holland
- Eddie Izzard
- Daniel Lanois
- MJ Lenderman
- The Locust
- Jason Lytle (Grandaddy)
- Man Man
- Bob Mould
- Muggs
- Os Mutantes
- One Day as a Lion
- Beth Orton
- Rain Machine
- Xavier Rudd
- Andy Schauf
- Elliott Smith (décédé en 2003)
- Spoon (sortie exclusivement européenne)
- Mavis Staples
- Joe Strummer
- Yann Tiersen[5]
- Tricky[6]
- Porter Wagoner
- Tom Waits
- The Weakerthans
- Wilco
- Youth Group
- Antibalas Afrobeat Orchestra
- Book of Knots
- Cadence Weapon
- Danny Cohen
- Tim Fite
- Galactic[7]
- A Girl Called Eddy
- William Elliott Whitmore
- Dead Man's Bones
- Islands[8]
- Joe Henry
- Bettye LaVette
- Sierra Leone Refugee All Stars
- Lost in the Trees
- N.A.S.A.
- Alec Ounsworth[9]
- Pete Philly and Perquisite
- Sean Rowe
- Solillaquists of Sound
- Screaming Lights (sortie exclusivement européenne)
- The Promise Ring[10] (séparé)
- The Robocop Kraus
- The Swell Season
- The Drums